# Wilhelm Frick
Pour les articles homonymes, voir Frick.
Wilhelm Frick, né le 12 mars 1877 à Alsenz (royaume de Bavière) et mort le 16 octobre 1946 à Nuremberg (Bavière), est un fonctionnaire, juriste et homme politique allemand d'extrême droite, haut dignitaire (Reichsleiter) nazi.

## Situation personnelle
Wilhelm Frick est né le 12 mars 1877 à Alsenz dans le Palatinat, alors partie intégrante du royaume de Bavière. Il est le dernier d'une fratrie de quatre enfants. Son père, qui porte le même nom que lui, est professeur. Sa mère se prénomme Henriette. Ses parents sont de religion luthérienne.
Il obtient son abitur en 1896 et effectue des études de philologie à l'université de Munich avant de se tourner vers le droit. Il étudie d'abord à l'université de Göttingen, puis à l'université Humboldt de Berlin et enfin à l'université de Heidelberg où il obtient un doctorat en droit en 1901.
Il se marie deux fois.

## Carrière de juriste et de fonctionnaire
Après l'obtention de son doctorat, il devient fonctionnaire pour la police bavaroise. En 1915, en pleine Première Guerre mondiale, il entre dans l'administration de la police de Munich dont il gravit rapidement les échelons. Il dirige la section politique de 1919 à 1921. C'est durant cette période qu'il noue des contacts avec les milieux nationalistes, en particulier le mouvement völkisch qui est l'un des principaux relais du racisme biologique. Sa première rencontre avec Adolf Hitler a lieu en 1919. Il est nommé chef de la police munichoise peu avant le putsch de la brasserie auquel il est mêlé pour avoir tenté d'empêcher la police et l'armée d'intervenir. Jugé pour haute trahison, il est condamné à un an et demi de prison. Il ne passe que six mois à la prison de Landsberg, étant libéré en avril 1924. Réintégré dans ses fonctions, il ne poursuit pas sa carrière de fonctionnaire. Il est élu député au Reichstag à l'occasion des élections législatives de mai 1924. Il parvient à conserver son siège lors des élections anticipées de décembre 1924.

## Carrière politique

### Militant et député nazi
Proche des milieux nationalistes et d'extrême droite depuis son passage à la tête de la police munichoise, Frick adhère au Parti national-socialiste de la liberté (NSFP) car le Parti national-socialiste des travailleurs allemands (NSDAP) a été interdit à la suite du putsch de la brasserie.
Lorsque Hitler reconstitue le NSDAP, Frick fait partie des premiers membres, ayant la carte no 10. Il est réélu lors des élections législatives de 1928 et devient le chef de la délégation du NSDAP au Reichstag. Frick est l'un des principaux artisans du virage de Hitler pour accepter que les nazis ne pourront accéder au pouvoir que par la voie légale et parlementaire. La poussée du parti aux élections législatives de 1930 oblige Frick à imposer une discipline de fer aux nouveaux députés nazis afin de ne pas discréditer le mouvement. Il prend également une nouvelle dimension quand Hitler l'impose comme ministre de l'Intérieur et de l'Instruction de Thuringe où les nazis sont en position de faiseur de rois. Wilhelm Frick devient ainsi en janvier 1930 le premier nazi à obtenir un poste ministériel, dans le cadre d'une coalition de droite menée par Erwin Baum (de). L'expérience s'achève en avril 1931, mais elle constitue la première marche vers le pouvoir. À ce poste, il met à l'index les œuvres qu'il qualifie d'art dégénéré du musée de Weimar et créé une chaire d'anthropologie sociale à l'université d'Iéna, qu'il confie à un antisémite notoire, Hans Günther. Il prend plusieurs dispositions antisémites qui sont cassées par la cour constitutionnelle de Weimar (Staatsgerichtshof). Il interdit la diffusion du film À l'Ouest rien de nouveau.
L'ascension du parti est interrompue par l'échec des élections législatives de novembre 1932 où les dirigeants du parti se divisent sur la ligne à adopter. Dans un premier temps, Frick penche pour l'option proposée par Gregor Strasser qui propose d'intégrer le gouvernement que s'apprête à constituer Kurt von Schleicher. Le nom de Frick est même évoqué pour prendre la tête du ministère de l'Intérieur du Reich. Au dernier moment, Frick se range derrière l'avis de Hitler et évite sans doute d'être désavoué par le Führer ou de faire partie des victimes de la Nuit des Longs Couteaux.

### Ministre de l'Intérieur et artisan de la législation antisémite
Lorsque Hitler est nommé chancelier du Reich par Paul von Hindenburg le 30 janvier 1933, Frick fait partie des deux autres membres du parti avec Hermann Göring à intégrer le gouvernement. L'objectif d'Hitler est de dissiper les derniers doutes de Hindenburg, déjà malade à ce moment-là, et d'amadouer la droite conservatrice allemande qui croit pouvoir contrôler le nouveau chancelier.
La nomination de Frick est la première étape de la formation du Troisième Reich. Nommé au ministère de l'Intérieur, il a la charge d'organiser les élections, mais aussi de gérer les relations de l'État avec les Länder et les communes. Surtout, il a la main sur la police. Le premier dossier que Hitler confie à Frick est la mise sur pied d'un État unitaire (Einheitsstaat), qui sera l'un des instruments utilisés par le Führer pour pouvoir appliquer sa politique. Frick reçoit des pouvoirs très étendus grâce au décret du président du Reich pour la protection du peuple allemand signé cinq jours après la formation du gouvernement.

#### Incendie du Reichstag et loi sur les pleins pouvoirs
Dans la nuit du 27 au 28 février 1933, le palais du Reichstag est incendié. Les nazis accusent rapidement un militant communiste hollandais, Marinus van der Lubbe, d'être l'auteur de l'incendie. Le jour même de la découverte de l'incendie, près de 4 000 militants communistes sont arrêtés et Hitler parvient à faire signer un décret (Reichstagsbrandverordnung) suspendant les libertés fondamentales au président Hindenburg. Quant à Marinus van der Lubbe, il est exécuté moins d'un an après l'incendie du Reichstag à Leipzig. La Gleichschaltung (« mise au pas ») a commencé. Elle se poursuit par l'adoption de la loi sur les pleins pouvoirs, adoptée le 23 mars 1933. Trois semaines plus tôt, les nazis arrivent largement en tête des élections législatives, qui se déroulent d'une façon loin d'être démocratique : la campagne a été émaillée d'incidents et de violences, en particulier contre les communistes. Après l'adoption de la loi sur les pleins pouvoirs, des gouverneurs (Reichsstatthalter) sont nommés en vertu de la loi du 7 avril 1933 dans les anciens Länder et Frick doit chercher à articuler les liens entre les gouverneurs, les gauleiter et l'État. L'objectif prioritaire des nazis reste d'investir l'État.

#### Instigateur des premières lois antisémites
Deux semaines après l'adoption de la loi sur les pleins pouvoirs, la première loi antisémite est adoptée. C'est la loi sur la restauration de la fonction publique, qui introduit la clause d'aryanité et exclut les Juifs. La législation antisémite est renforcée par l'adoption des lois de Nuremberg en 1935, dont Frick est l'un des deux principaux rédacteurs avec Rudolf Hess. Le certificat d'aryanité est introduit l'année suivante pour définir la citoyenneté allemande. Les lois de Nuremberg aboutissent à une ségrégation, les Juifs étant exclus de la communauté allemande. Frick revendiqua souvent la paternité des textes, alors même que Hitler avait demandé « en urgence » l'adoption de lois semblables lors du congrès du parti.

#### Perte d'influence
Progressivement à partir de l'adoption de la loi sur les pleins pouvoirs et de la loi sur le parti unique, Frick perd une part importante de ses prérogatives. Dès 1934, il perd le portefeuille de l'Instruction puis les affaires religieuses. Il n'est même pas impliqué directement dans la Nuit des longs couteaux, Hitler confiant cette tâche à Heinrich Himmler. L'ascension de Himmler va aboutir à la perte de la mainmise de Frick sur la police, déjà fragilisée par le fait que Göring la dirige de fait en Prusse. Himmler prend d'abord en main la police de Munich, puis la police de Bavière. Comme Frick, il réclame auprès de Hitler des pouvoirs étendus sur tout le territoire du Reich. Le 17 juin 1936, Hitler donne raison à Himmler qui devient le chef de la police allemande en tant que Reichsführer de la SS. Officiellement, la direction de la police reste rattachée au ministère de l'Intérieur du Reich, mais c'est une illusion.

#### Intégration des territoires annexés

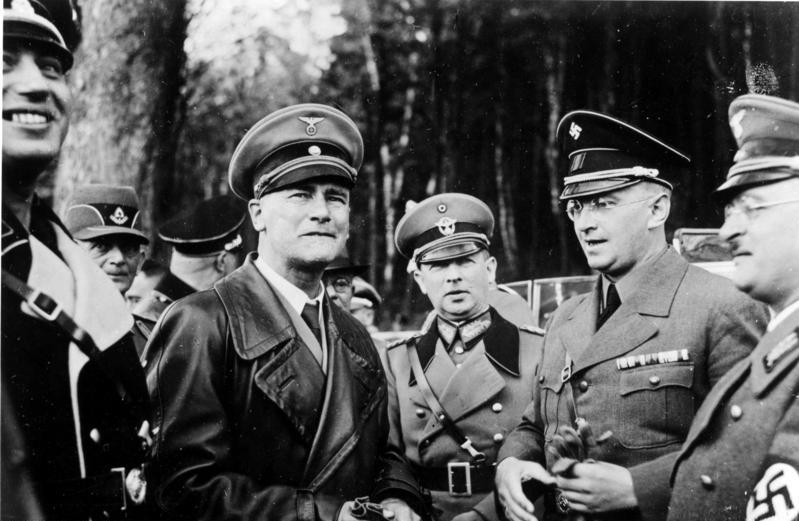
Wilhelm Frick en compagnie de Konrad Henlein lors d'une visite dans la région des Sudètes, une semaine avant les accords de Munich.

Wilhelm Frick n'a que peu de temps pour ruminer son échec face à Himmler. Hitler lui confie la tâche de mener à bien l'intégration juridique des territoires annexés en 1938, l'Autriche et la région des Sudètes. Pour ce qui concerne l'Autriche, le nom doit tout simplement être écarté. Le nouveau territoire prend d'abord le nom d'Ostmark (« marche orientale ») puis devient un simple Reichsgau. La même chose se produit pour la Pologne à l'automne 1939, lorsque Hitler décide d'annexer les anciens territoires de Prusse qui avaient été attribués par le Traité de Versailles à la Pologne.

#### Rôle dans la Seconde Guerre mondiale
Lorsque commence la Seconde Guerre mondiale, Frick ne fait déjà plus partie du premier cercle de Hitler. Plusieurs fois dans son Journal, Joseph Goebbels note les humiliations infligées à Frick par le Führer. Hitler ne supporte plus son positionnement de juriste, tant il considère les réglementations comme un carcan. À chaque étape d'annexion ou de conquêtes par les nazis, Frick tente de convaincre Hitler qu'il faut des juristes compétents pour administrer les nouveaux territoires. Mais Hitler n'en a cure, préférant des responsables et des fonctionnaires dévoués au parti et sans états d'âme. Son ministre lui fait part de son amertume dans une lettre au printemps 1941, mais cela n'y change rien. Néanmoins, Frick a joué un rôle considérable dans un autre domaine, la politique d'extermination et de stérilisation. Cela a commencé le jour même de l'adoption de la loi sur le parti unique, qui s'est accompagnée d'une autre loi, celle sur la stérilisation forcée. Frick est informé des préparatifs du programme Aktion T4. En revanche, il est tenu à l'écart de la conception de la Solution finale et n'est pas présent à la conférence de Wannsee, étant représenté par son secrétaire d'État, Wilhelm Stuckart. Cela ne l'empêche pas d'assister en juin 1942 à une opération de déportation de juifs vers le centre d'extermination de Chełmno.

### Protecteur de Bohême-Moravie
À plusieurs reprises, Frick cherche à être déchargé de ses fonctions, Hitler opposant toujours son refus. Néanmoins, il va finir par y consentir. Le 20 août 1943, il quitte le ministère de l'Intérieur, remplacé par Himmler. Quatre jours plus tard, il remplace Konstantin von Neurath comme protecteur de Bohême-Moravie et reste au gouvernement comme ministre sans portefeuille. L'historien Jean-Paul Bled émet l'hypothèse que le débarquement de Sicile et la chute de Benito Mussolini ont poussé Hitler à faire ces choix. Dans un premier temps, Frick a refusé le poste mais un entretien à la Wolfsschanze (« Tanière du loup ») l'a fait changer d'avis.
Le rôle de Wilhelm Frick à Prague est avant tout honorifique et anecdotique. Depuis la nomination de Reinhard Heydrich en 1941 comme vice-protecteur, la SS avait la main sur le protectorat. C'est le Gruppenführer Karl Hermann Frank qui est le véritable maître des opérations depuis que Kurt Daluege a été victime d'une crise cardiaque qui l'a privé d'une grande partie de ses facultés. D'ailleurs, Frick s'absente régulièrement pour des séjours en Bavière, sans que Hitler ne s'en offusque. C'est là qu'il sera arrêté par des soldats américains à la fin de la guerre,.

## Procès et mort

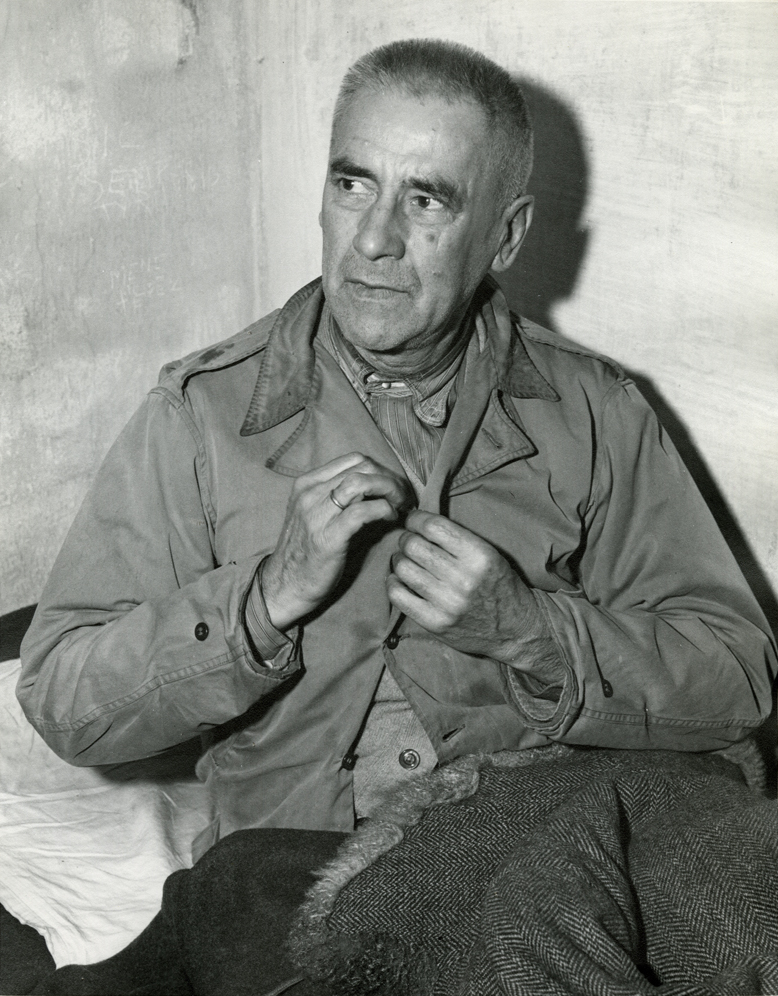
Wilhelm Frick dans sa cellule pendant le procès de Nuremberg en novembre 1945.

Wilhelm Frick fait partie des vingt-deux responsables nazis jugés au procès de Nuremberg. Son nom a été placé sur une liste de dignitaires nazis à juger avant même la fin du conflit. Plusieurs crimes lui sont reprochés, en particulier la signature d'un ordre de transfert de 15 000 juifs prisonniers du camp de concentration de Theresienstadt.
Il est inculpé de trois des quatre chefs d'accusation : crimes de guerre, crimes contre l'humanité et crimes contre la paix. Son rôle dans la mise en place du programme Aktion T4 et dans la politique de stérilisation et d'extermination, en particulier comme protecteur de Bohême-Moravie, est établi lors du procès. Sa défense s'appuie sur la perte progressive de toutes ses prérogatives au profit de Himmler, mais elle est d'autant peu crédible que Frick n'a jamais écrit la moindre lettre de démission à Hitler, y compris dans la fameuse lettre du printemps 1941. Condamné à mort le 1er octobre 1946, il est pendu quinze jours plus tard au petit matin avec dix de ses coaccusés, Göring s'étant suicidé en avalant une capsule de cyanure. Ses derniers mots sont : « Vive l'Allemagne éternelle ! »